# Inondations de 1966 de Florence
Pour les autres cas d'inondations de la ville de Florence, voir Inondations de Florence.

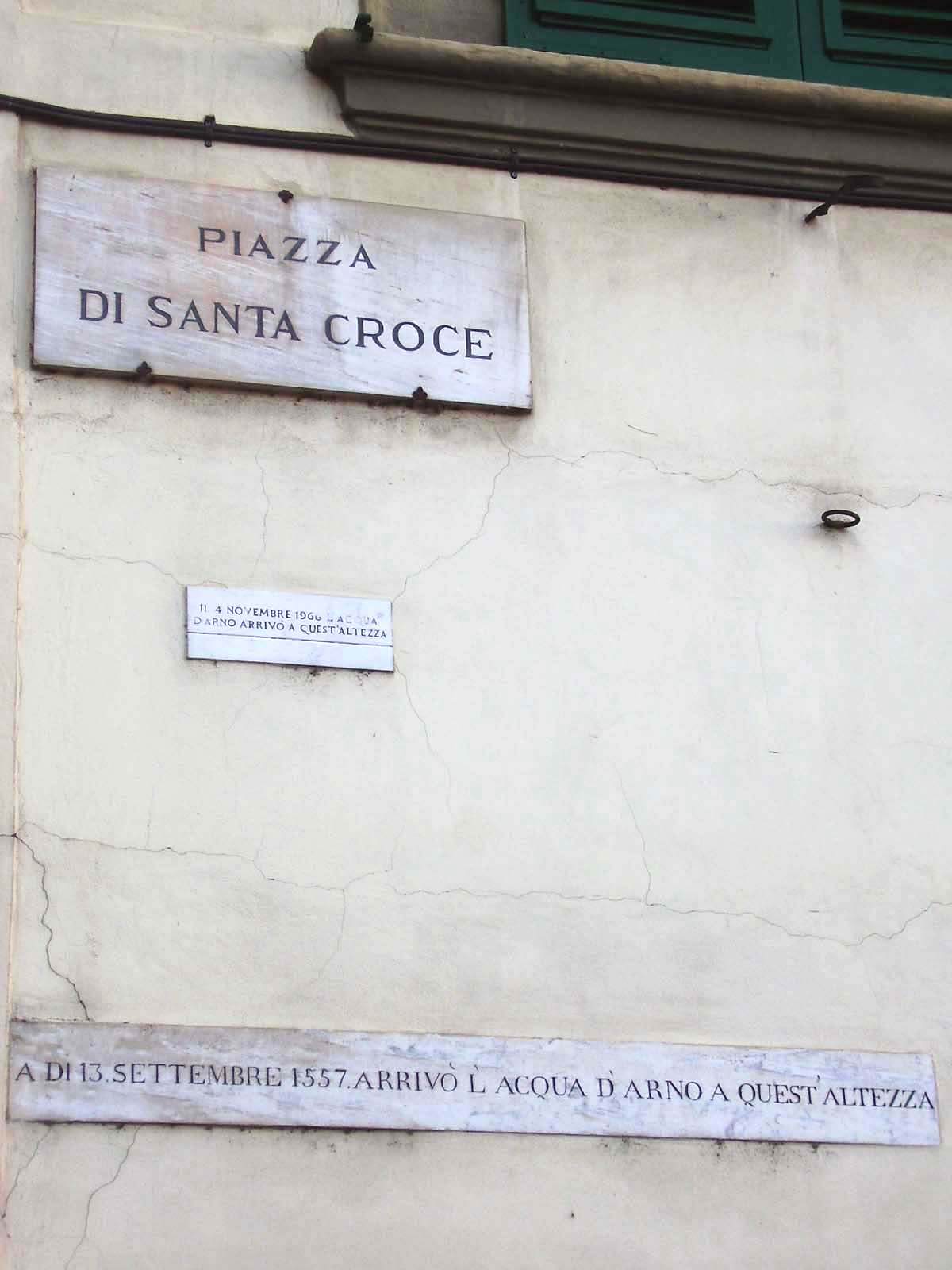
Niveau atteint place Santa Croce, bien au-dessus de la crue de 1557.

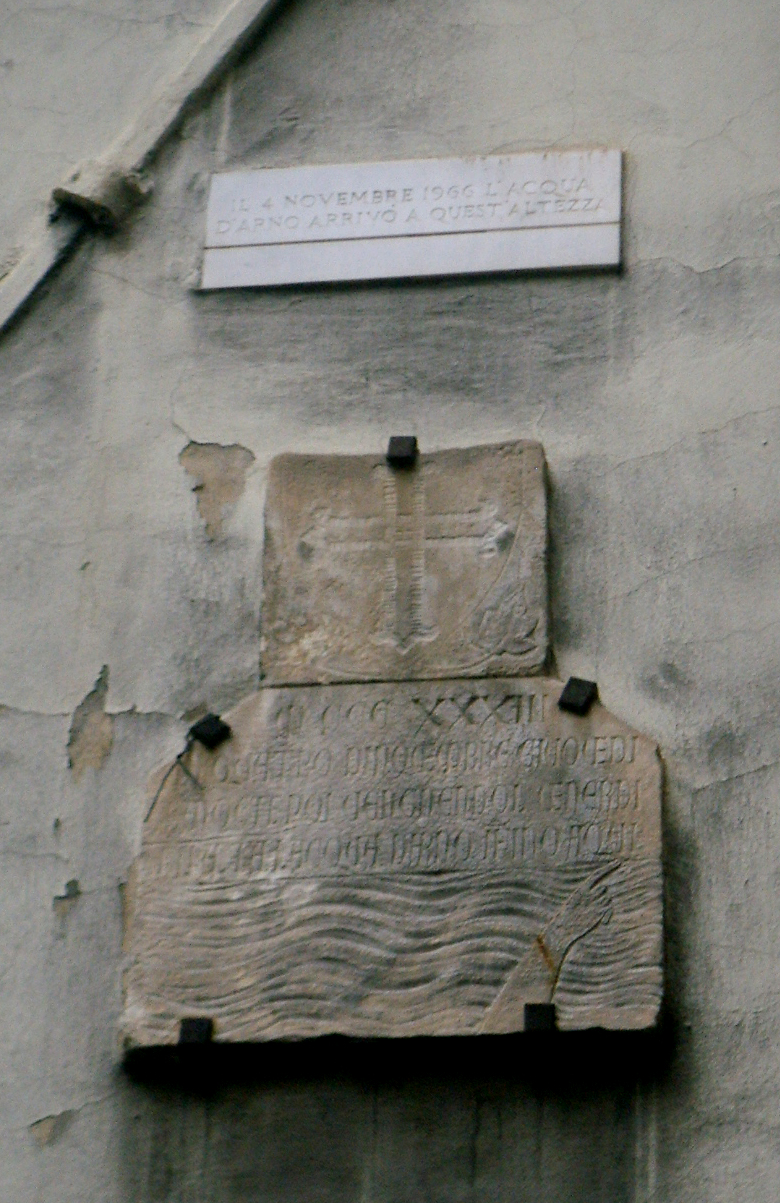
Niveau atteint rue San Remigio, au-dessus de la crue de 1333.

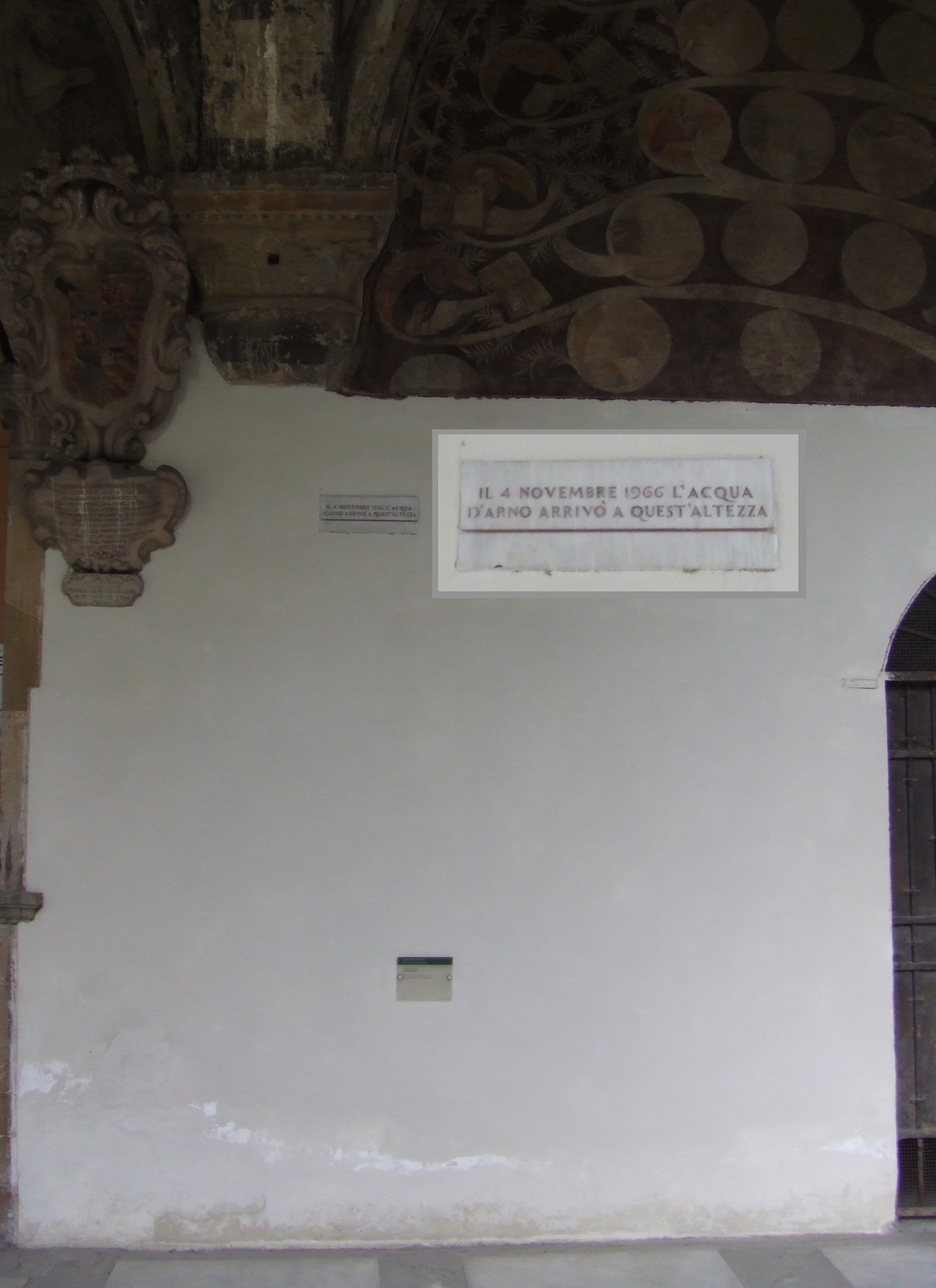
Niveau atteint au Chiostro Verde.

Les inondations de Florence de 1966 sont un des événements les plus marquants qu'a subi la ville de Florence depuis la fin de la Seconde Guerre mondiale. Le flot de boue véhiculé par la crue du fleuve Arno a en effet causé des dommages considérables dans toute la ville, détruisant les moyens matériels de nombreuses activités humaines et, en particulier, de nombreuses œuvres d'art conservées depuis la Renaissance.

## Historique
Au cours des siècles, la ville de Florence a subi régulièrement les crues du fleuve qui la traverse (les plus importantes ayant eu lieu en 1333, 1547, 1557 et 1844). Après un mois d'octobre déjà très pluvieux dans la région, une pluie intense et continue s'abat sur Florence à partir du 2 novembre 1966. Deux barrages situés en amont de la ville (Levane et La Penna) commencent à déborder et les vannes sont alors ouvertes en grand, de peur que les barrages ne cèdent complètement.
Dans la nuit du 3 au 4 novembre 1966, le fleuve Arno casse ses levées et le niveau de l'eau monte dangereusement. Les premiers dommages se manifestent directement sur le célèbre Ponte Vecchio et  les boutiques qui y sont installées. Après avoir inondé les quais, le fleuve déborde dans toute la ville qui comporte de nombreuses cuvettes topographiques et atteint rapidement le premier étage des maisons.
Les rues de Florence sont devenues un immense marécage de boue, mélange de débris et de mazout échappé des caves (approvisionnées pour l'hiver). La boue et l'eau entrent partout, que ce soit dans les églises, les musées ou la bibliothèque centrale, provoquant des dommages considérables sur le riche patrimoine artistique de la ville.
L'inondation fait 34 morts (17 à Florence même et 17 dans le reste de la Province). Le fleuve n'abandonne les rues de Florence que 2 jours plus tard, laissant la ville dans une situation catastrophique : il manque vivres, pain, énergie électrique et eau potable. La crue dépasse les 4,92 m dans la ville atteignant un maximum de 6,70 m.
Les secours affluent de toute l'Italie ainsi que des volontaires (beaucoup d'étudiants) du monde entier. On les appellera les Mud Angels (les  Angeli del fango en italien) et une stèle sera érigée pour rappeler leur action. Aux États-Unis, le sénateur Ted Kennedy annoncera à la télévision la création du C.R.I.A. (Committee for the Rescue of Italian Art)  sous son patronage et celui de Jacqueline Kennedy.

## Bilan après la catastrophe

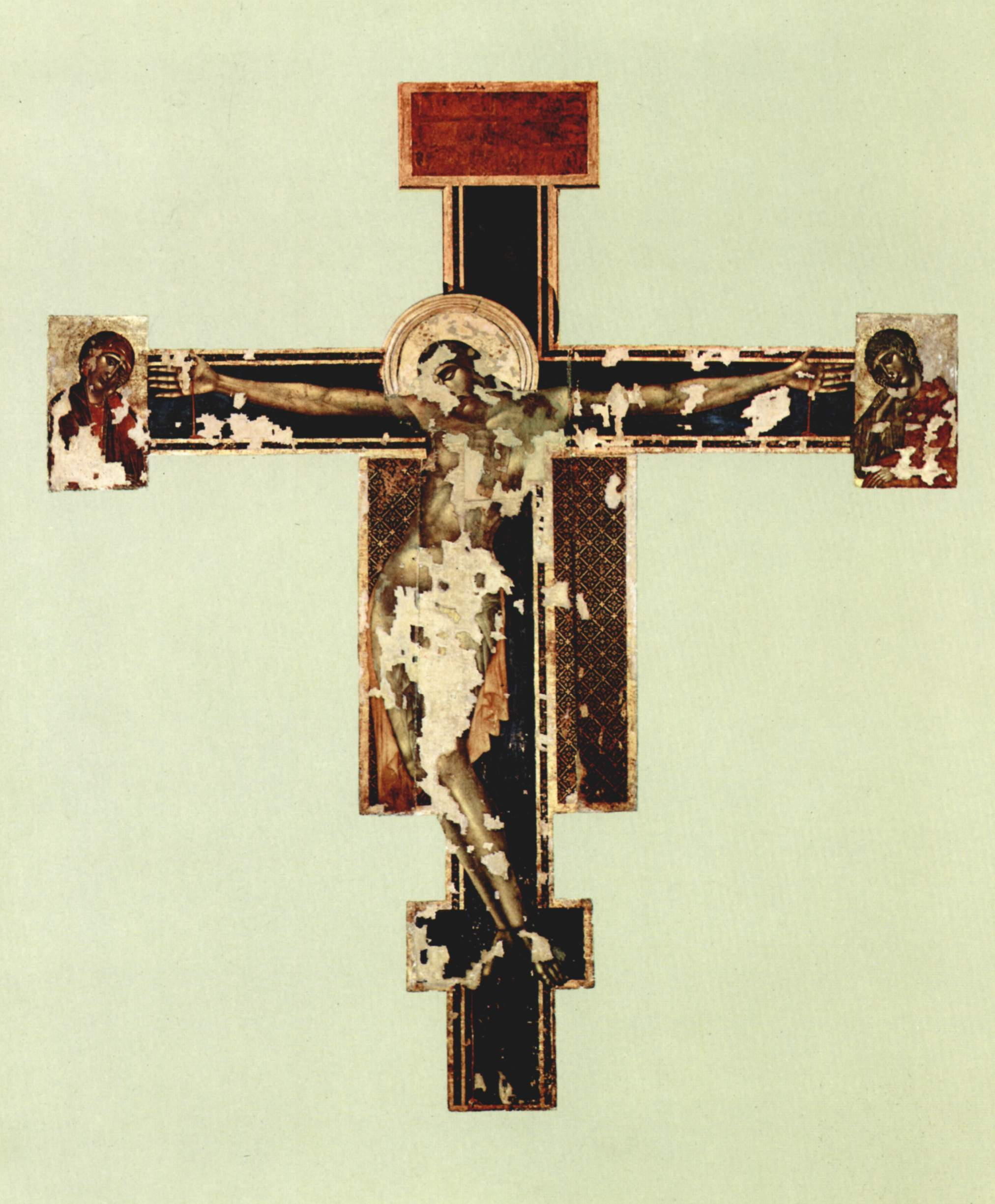
Le Crucifix de Cimabue.

On compte 50 000 familles sans abri, 15 000 voitures détruites jonchent les rues, 6 000 boutiques sont ravagées. Le pont dell'Anchetta, inauguré en 1949, est détruit.
L'eau est entrée dans le Baptistère, au Palazzo Vecchio, dans la Cathédrale en provoquant partout de grands dommages à de très nombreuses œuvres d'art, dont les 8 000 toiles qui sont entreposées dans les sous-sols des Offices et dans ses ateliers de restauration.
La Bibliothèque nationale centrale de Florence voit ses collections détruites ou endommagées par centaines de milliers de volumes. Ses archives photographiques disparaissent, dont certaines qui étaient les seules traces d'œuvres détruites ou volées pendant la guerre. D'après l'UNESCO, « plus de deux millions de volumes rares et irremplaçables et d'innombrables manuscrits sont sérieusement endommagés ».
Le fond étrusque du musée archéologique national est entièrement détruit. Dans l'église Santa Croce envahie par 5 m d'eau et de boue, le Crucifix de Cimabue subit des dégradations irréversibles par l'eau qui en décolle la peinture. Cette œuvre n'a pu être que partiellement restaurée.
Le mobilier, les fresques, la bibliothèque et les 90 rouleaux de Torah de la grande synagogue de Florence ont souffert. L'ensemble a été restauré grâce aux contributions de nombreuses communautés juives d'Italie et du monde entier.
Les collections du cabinet Vieusseux, centre culturel de Florence, ont été aussi largement endommagées.
Le flot alla jusqu'au Chiostro Verde de Santa Maria Novella détruire le bas des fresques.

## Restauration des dommages

### Aux œuvres artistiques
À la suite d'une campagne mondiale de sensibilisation envers ces œuvres endommagées, tous les laboratoires de restauration publics florentins fusionnent pour former l’historique Opificio dei Medici à l'initiative d'Umberto Baldini (1921-2006) (préalablement  à la tête du Gabinetto di Restauro situé dans les locaux des Uffizi). Il en est directeur de 1970 à 1983. L'office, déjà connu sous le nom de l’Opificio delle pietre dure, devient l'Istituto Centrale per il Restauro (ICR).
Par ailleurs, Fred Licht engage lui aussi une campagne de sensibilisation dans les professions liées à l'art aux États-Unis et fonde le Committee to Rescue Italian Art (CRIA),.
Quarante ans plus tard, la dernière Cène de Giorgio Vasari, toile géante de 6 m sur 2,61 m, arrive enfin en novembre 2006 dans l'immense atelier de l'Office après avoir erré d'un dépôt provisoire à l'autre.

### À la bibliothèque nationale, bilan en 2003

Les manuscrits de la Bibliothèque nationale centrale de Florence sont nettoyés et séchés dans la chaufferie de la gare de Florence-Santa-Maria-Novella après l'inondation.

- Dans la collection Magliabechiana : documents inondés : 59 428, restaurés : 34 401, lavés uniquement : 14 024,  à laver : 1 278, manquants : 4 268.
- Dans la collection Palatina : documents inondés : 10 090, restaurés : 5 654, lavés uniquement : 3 098, à laver : 454, manquants : 372.

## Œuvres inspirées par ces événements
- Per Firenze,  film-documentaire tourné en 1966 par Franco Zeffirelli pour la  RAI, avec la voix narrative de Richard Burton,
- Diary of Florence in Flood (Journal de Florence sous les eaux) de Kressmann Taylor,
- Le film italien Nos meilleures années (La Meglio Gioventù, réalisé par Marco Tullio Giordana) la catastrophe comme élément du scénario, tournant majeur de la vie des héros,
- La Stèle de l’amitié de Galeazzo Auzzi situé  à l’emplacement des anciens Moulins (1976), en hommage aux Muds Angels.
- Amici miei atto II de Mario Monicelli (1982) utilise la crue de 1966 pour confondre l'adultère du personnage-narrateur.
- Angeli del fango d'Erasmo D'Angelis, Giunti, Prato (2006), qui contient la description chronologique des événements.
- The Sixteen pleasures, roman de Robert Hellenga (Soho, 1994), traduit en français sous le titre Les seize Voluptés (Rivages, 2000), dont l'héroïne participe à la restauration de la bibliothèque d'un couvent.
- Morte a Firenze, roman de Marco Vichi (Ugo Guanda Editore, 2009), traduit en français sous le titre Mort à Florence (Philippe Rey, 2017), où le héros, un commissaire de police enquêtant sur un meurtre sordide, doit mener son enquête malgré les inondations.
- La Molène, roman de Franck Papasidero, 30 août 2022  (ISBN 2957513412). Le récit de deux destins croisés sur fond de l’Italie d’après-guerre et du drame des inondations de la ville de Florence.